# Lina Morgenstern

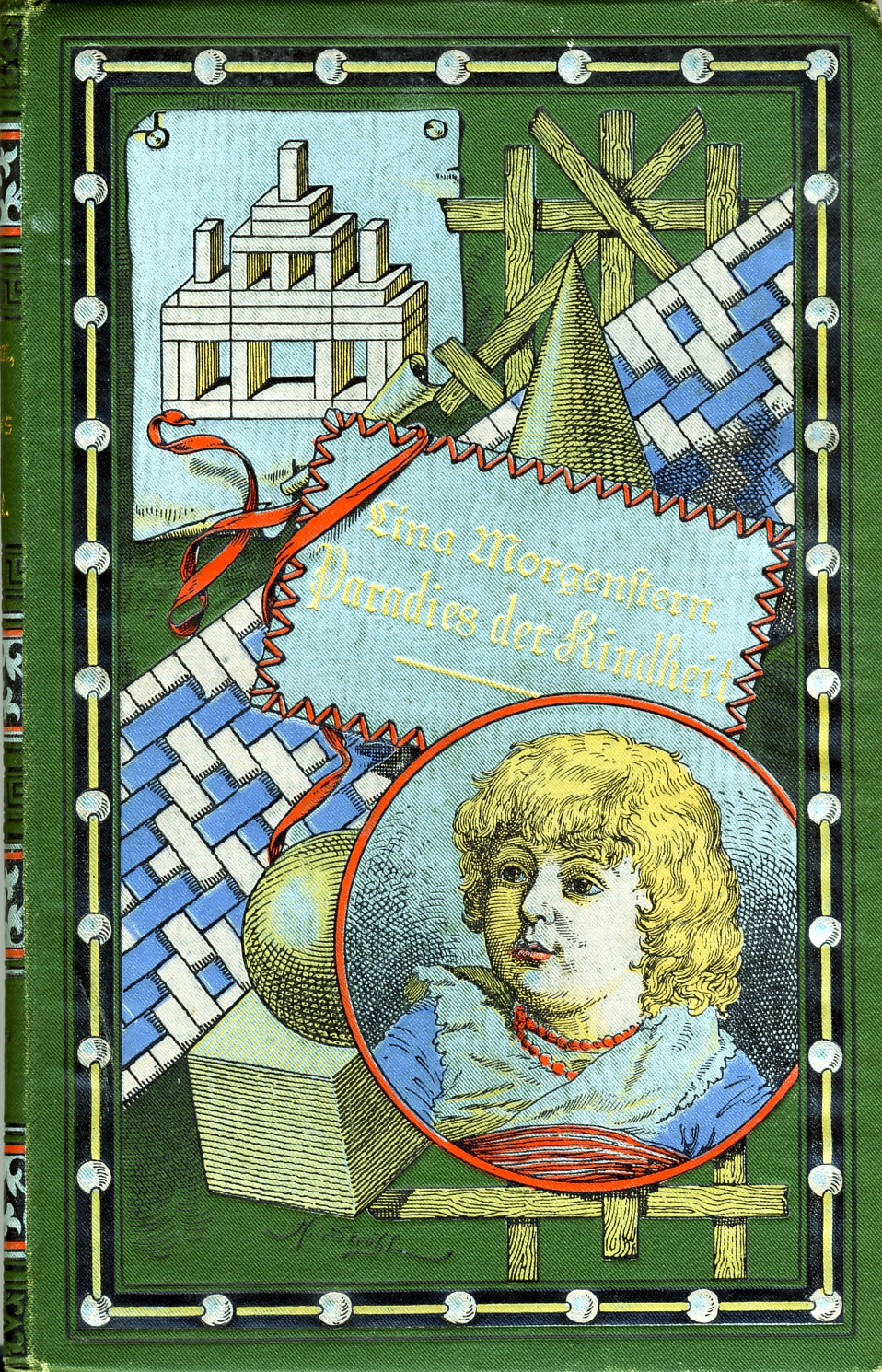
El Paradís de la Infantesa, 1900 5a edició

Lina Morgenstern (Breslau, 25 de novembre de 1830- Berlín, 16 de desembre de 1909) activista social, educadora, escriptora, feminista i pacifista alemanya.

## Biografia
Va néixer en el si d'una família jueva compromesa amb les causes socials i en un entorn de responsabilitat humana i compromís polític, que van despertar el desig de Morgenstern de treballar en projectes humanitaris. La seva mare, Bella Betty, era originària de Potsdam i el seu pare, Albert Bauer, comerciava amb mobles i antiguitats. Lina Bauer va assistir a una escola secundària per a noies i va rebre classes d'idiomes, música, literatura i història de l'art. Es va casar el 1854 amb Theodor Morgenstern i es van instal·lar a Berlín. Va tenir tres filles i dos fills.

## Activitat pedagògica i social
Va començar a escriure articles sobre educació i cures infantils per contribuir als ingressos de la família després que el seu marit tingués problemes financers. També va escriure llibres infantils –Die Storchstrasse– i en aquesta època va conèixer i apreciar la pedagogia de Friedrich Fröbel, que començà a estudiar.
En 1859 va fundar amb Adolf Lette un sistema de guarderies, Berliner Frauen-Verein zur Beförderung der Fröbel chen Kindergärten (Associació de dones de Berlín per a la promoció dels jardins d’infants Fröbel), que defensava l'establiment de jardins d’infants, una forma d’educació preescolar concebuda pel pedagog Friedrich Fröbel. Morgenstern en va ser la presidenta des de 1862 fins al 1866, quan l'associació ja havia establert vuit jardins d'infants a la ciutat, a més d'una escola per a la formació de mestres d’escola bressol. Havia publicat també el primer llibre de text per a professors d'infants, El paradís de la infància (1861)
El 1866, en el context de les penúries econòmiques i l'atur ocasionats per la guerra austro-prussiana, va crear la primera Volksküche de Berlín ("cuina del poble" o "sopa popular"), una organització que oferia menjars nutritius a preus molt baixos (que reflectien com a màxim el preu de cost), basant-se en una filosofia d’ajudar les persones necessitades sense posar-les en la situació d’haver d'acceptar la caritat. L'any 1868 aquelles cuines van vendre 700.000 racions i 1.400.000 mitges racions. Cap a la dècada de 1890, s'havien construït 15 cuines com aquestes a Berlín. Més endavant escriuria llibres de cuina i ʈambé sobre l'organització d'aquestes cuines populars.
El 1868 Morgenstern va crear una escola per a la formació continuada de dones joves i el 1873 fundà l'Associació de Mestresses de Casa de Berlín, que va obrir un economat dirigit pel seu marit, que a partir d'aleshores va ser col·laborador dels projectes de la seva dona, una agència de col·locació per a empleats de la llar (creada el 1874), una escola de cuina (1878) i un curs de formació en atenció domiciliària per a malalts (1887).

## Iniciatives feministes i pacifistes
Del 1871 al 1885 va formar part de la junta directiva de l'Allgemeiner Deutscher Frauenverein (Associació General de Dones Alemanyes). El 1896 va organitzar l'Internationaler Kongress für Frauenwerke und Frauenbestrebungen (Congrés internacional de Dones) a Berlín, al qual van assistir líders feministes d'arreu del món.
La seva activitat pacifista es va concretar en la dècada de 1890, mentre Alemanya es rearmava. Va ser delegada a la Lliga internacional per al desarmament general. I el 1897 va ingressar al comitè directiu de la Deutsche Friedengesellschaft (DFG), la Societat Alemanya per a la Pau.

## Reconeixement i memòria
Una escola de Berlín porta el seu nom, i també una escola primària de la ciutat de Bochum.

## Obra
- Die Storchstrasse. Hundert Bilder aus der Kinderwelt in Erzählungen und Liedern (El carrer de les cigonyes. Centenars d’imatges del món infantil en contes i cançons, Breslau, 1861)
- Das Paradies der Kindheit durch Spiel, Gesang und Beschäftigung (El paradís de la infància a través del joc, la cançó i l’activitat, Berlín, 1861)
- Ernährungslehre (Nutrició,1880)
- Die Frauen des 19. Jahrhunderts. Biographische und culturhistorische Zeit- und Charactergemälde (Les dones del segle xix, Biografies, 1888-91)
- Der häusliche Beruf (La professió domèstica 1890)
- Festschrift zum 25jährigen Jubiläum des Vereins der Berliner Volksküchen von 1866. (Publicació commemorativa del 25è aniversari de l'Associació de Cuines Populars de Berlín des de 1866, Berlín, 1891)
- Frauenarbeit a Deutschland. (El treball femení a Alemanya, Berlín, 1893)
- Illustriertes Universal-Kochbuch für Gesunde und Kranke (Llibre de cuina universal il·lustrat per a persones sanes i malalts, Berlín, 1905)[6]